# Noitibó-cantor
O noitibó-cantor ou noitibó-cantor-norte-americano (Antrostomus vociferus) é uma espécie de ave noturna da família dos caprimulgídeos nativa da América do Norte. É comumente ouvido dentro de sua distribuição, mas menos frequentemente visto por causa de sua camuflagem. Em inglês, é conhecido como "whip-poor-will", nomeado onomatopeicamente pelo seu canto.

## Descrição

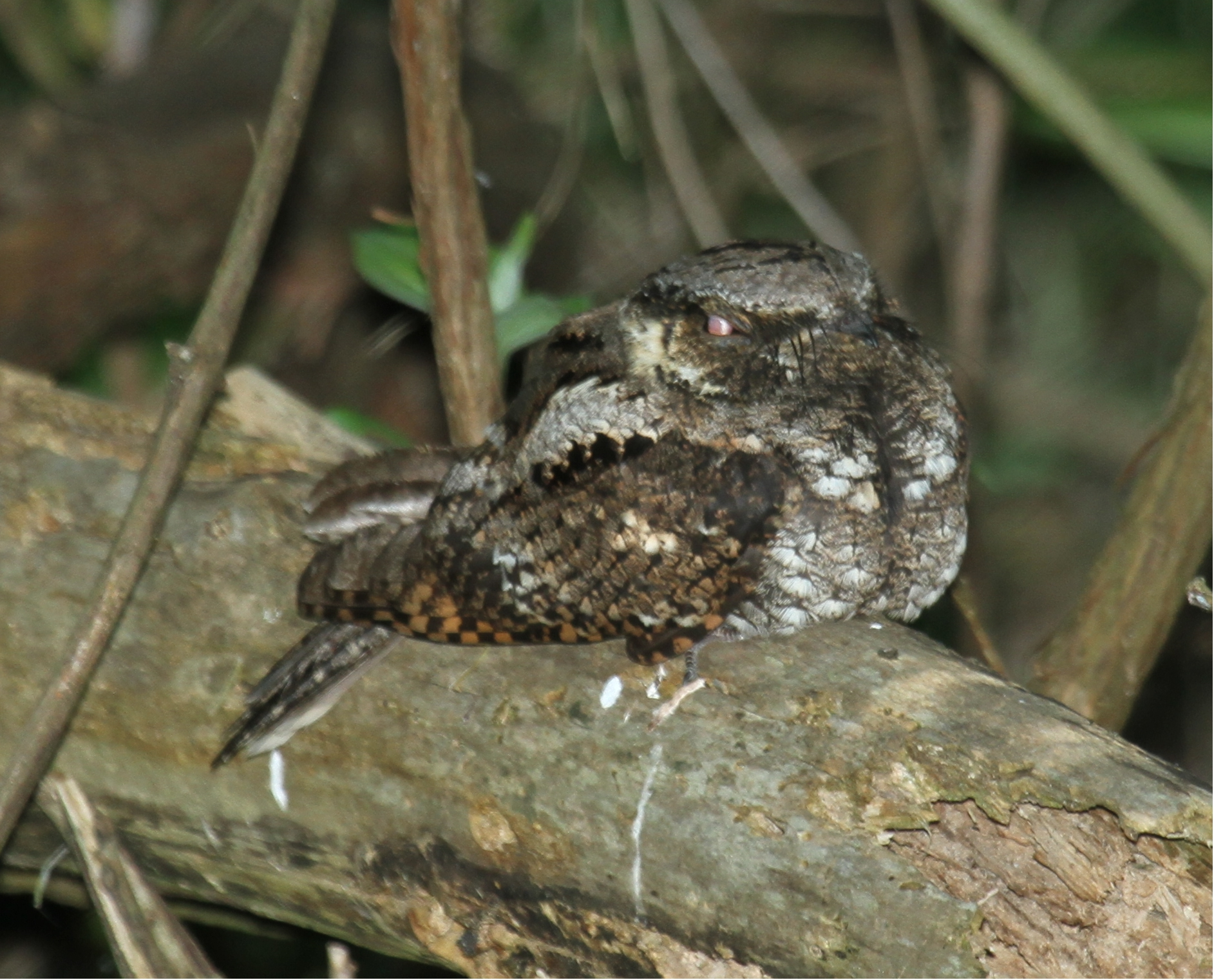
Magee Marsh - Ohio (foto em flash)

Essa ave de tamanho médio mede entre 22–27 centímetros de comprimento, abrange de 45–50 centímetros de envergadura e pesa aproximadamente 42–69 gramas. Outras medidas padrão são uma corda máxima de 14,7 a 16,9 centímetros, uma cauda de 10,5 a 12,8 centímetros, um bico de 1 a 1,4 centímetros e um tarso de 1,5 a 1,8 centímetros. Os adultos têm plumagem malhada: as partes superiores são cinza, preto e marrom; as partes inferiores são cinza e preto. Possuem um bico muito curto e uma garganta preta. Os machos têm uma mancha branca abaixo da garganta e pontas brancas nas penas externas da cauda; na fêmea, essas partes são marrom claro.
Às vezes, essa espécie é confundida com o noitibó-carolino (Antrostomus carolinensis), que tem um canto similar, porém mais lento e devagar.

## Ecologia

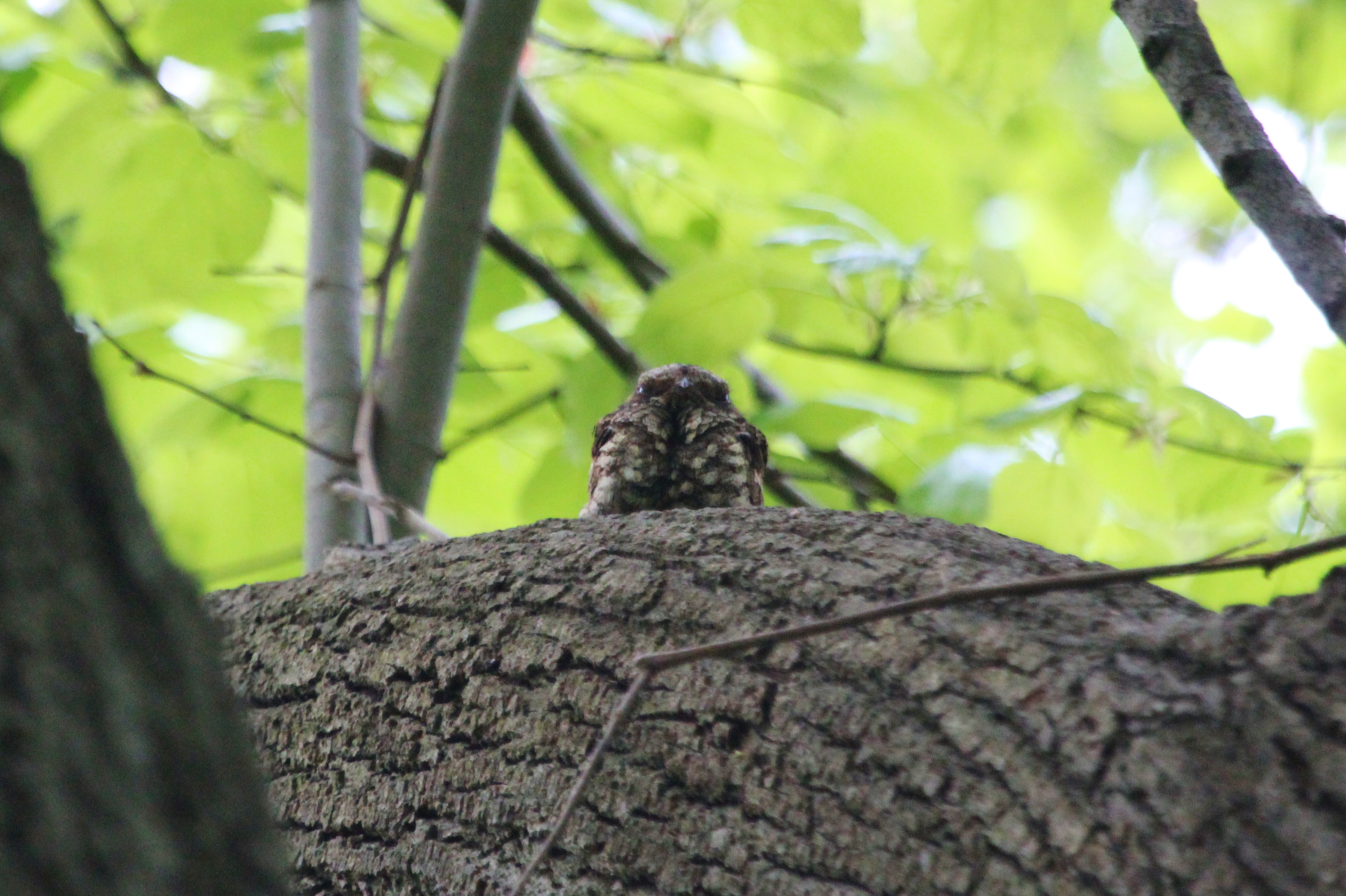
Um noitibó-cantor raramente visto durante o dia na Filadélfia, Pensilvânia.

Os noitibós-cantores se reproduzem em florestas decíduas ou mistas no centro e sudeste do Canadá e no leste dos Estados Unidos e migram para o sudeste dos Estados Unidos e para o leste do México e da América Central durante o inverno. Se alimentam à noite, pegando insetos em voo e normalmente dormem durante o dia. Aninha-se no chão, em locais sombreados entre folhas mortas, e geralmente põe dois ovos por vez. O indivíduo geralmente permanece no ninho, a menos que quase pisado.
O Antrostomus vociferus está se tornando localmente raro. Várias razões para o declínio são propostas, como perda de habitat florestal sucessional precoce, destruição de habitat, predação por cães e gatos selvagens e envenenamento por inseticidas, mas as causas reais permanecem desconhecidas. Mesmo com populações locais ameaçadas, a espécie como um todo não é considerada globalmente ameaçada devido à sua grande distribuição.
Essa ave foi dividida em duas espécies. As populações orientais agora são chamadas de noitibó-cantor. A população disjunta no sudoeste dos Estados Unidos e do México é agora referido como noitibó-do-arizona, Antrostomus arizonae. As duas populações foram divididas com base em alcance, vocalizações diferentes, cor de ovo diferente e sequenciamento de DNA mostrando diferenciação.

## Conservação
Em 2018, a espécie Antrostomus vociferus foi promovida de pouco preocupante para quase ameaçada na Lista Vermelha da IUCN, com base em que, com base em observações científicas cidadãs, as populações do noitibó-cantor haviam caído mais de 60% entre 1970 e 2014. Provavelmente, esse declínio se deve às perturbações florestais e do habitat florestal sucessório precoce, pesticidas e intensificação da agricultura, os quais levaram a fortes quedas nas populações de insetos voadores dos quais dependem os noitibós, bem como a perda de habitat. A BirdLife International declarou que iniciativas como o Programa de Reserva de Conservação serão cruciais para conservar as espécies e reverter seu declínio.

## Referências culturais

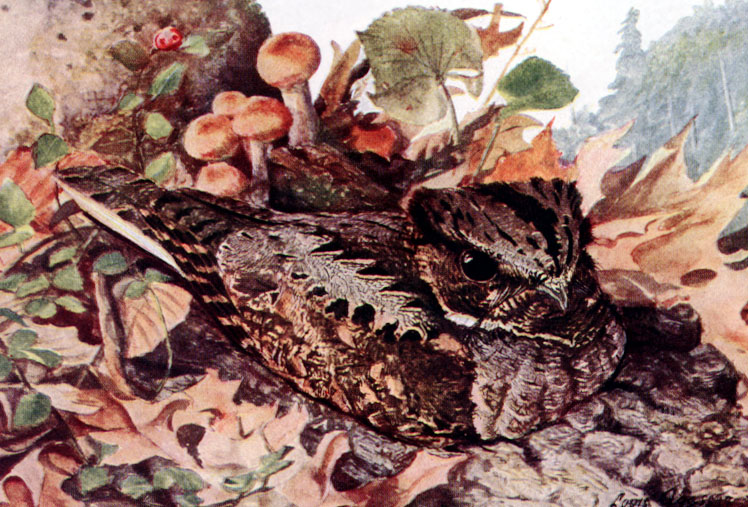
Ilustração recortada de Birds of New York (c. 1912), por Thomas Gilbert Pearson, representando um noitibó-cantor